# 小行星2123
小行星2123（2123 Vltava）是一颗围绕太阳公转的小行星。1973年9月22日，尼古拉·切爾尼赫在克里米亚发现了此天体。
該小行星以捷克最長的河流伏爾塔瓦河命名。
这颗小行星的绝对星等为59.76705等。